# 武佐 (徳川頼房乳母)
武佐（むさ、元亀2年（1571年） - 万治元年8月22日（1658年9月19日））は、江戸時代初期の女性。水戸藩の老女。徳川頼房の乳母。徳川光圀の誕生・養育にも関わった。武佐が本名か通称かは不明。院号は妙雲院。

## 生涯
近江国の浄土真宗広済寺の住職・岡崎安休の娘。安休は浅井久政の落胤で、浅井長政の庶兄であるという。三木之次の妻となり二女を産んだ。また、後陽成天皇の女御・中和門院に仕え、侍従と称した。語りが上手くよく話し相手をつとめていたので、後陽成天皇から戯れに「夜話しの侍従」と呼ばれたという。
慶長8年（1603年）8月、伏見城で徳川家康の十一男・頼房が誕生した際、妹の岡崎（勝安寺樹珍未亡人、岡崎綱住の母）が乳母に選ばれた。夫の之次はこの縁で翌9年（1604年）に頼房の家臣となったが、武佐は引き続き中和門院に仕えた。慶長12年（1607年）12月16日、頼房とともに駿府城に移っていた岡崎が病死した。5歳の頼房は朝夕悲しみ乳母を慕ってやまなかったため、家康は姉の武佐が岡崎と容姿が似ているという話を聞き、天皇の許しを得て武佐を駿府に下向させ頼房付きとした。武佐を迎えてようやく頼房の機嫌は直ったという。
頼房が青年期、若気の過ちから異母兄である将軍秀忠の勘気をこうむった際、武佐は老中・土井利勝の邸宅に赴き、懇ろに申し開きしたところ、秀忠の怒りが解け、ことなく済んだという。また、のちに熱心な日蓮宗の信者となったが、禅の知識も有り、あるとき禅法を学んでいた宗佐という尼僧と禅について論争になったが、武佐の議論にはかなわなかったという。こうした逸話から、物語りばかりでなく説得や議論にも長じた賢夫人であったことがうかがえる。
元和8年（1622年）の頼房の長男・松平頼重の誕生時と、寛永5年（1628年）の頼房の三男の光圀誕生時、ともに頼房は堕胎を命じて母の高瀬局を之次夫妻に預けた。どちらも頼房の准母英勝院と相談の上、三木邸で無事誕生させており、頼重は江戸麹町の邸宅で、光圀は水戸城下、柵町の邸宅で誕生した。頼重は後に京に行き武佐の娘婿・滋野井季吉のもとで養育され、光圀は5歳まで水戸城下の三木邸で育てられた。寛永9年（1632年）頃に状況が変わったようで、両者とも認知の動きとなったようである。頼房は藩の招きで小石川藩邸に入ったが、痘瘡を病んだらしく、同14年（1637年）ようやく父頼房と対面した。その間、光圀は寛永10年（1633年）6歳の時、水戸藩の嗣子に選ばれた。
正保3年（1646年）、夫の之次が没する。承応元年（1652年）、光圀の庶子・頼常が誕生するが、光圀はこの懐妊の際に父と同様に堕胎を命じ、母の親量院を家臣で武佐の娘婿・伊藤友玄に預けた。伊藤友玄は頼重と相談の上、江戸の友玄の邸宅で無事に誕生させ、頼常は頼重の高松城内で養育された（光圀はこのことを事前に知っていたとも、知らなかったともいう）。また同時にこの頃、光圀には近衛尋子（泰姫）との縁談が進んでいた。この件に関して、水戸藩の伊藤友玄と京の滋野井季吉と、武佐の娘婿同士が書簡を取り交わしており、かつて泰姫の祖母の中和門院に仕えた縁から武佐自身もこの縁談に動いていたという説もある。
万治元年（1658年）、88歳で没した。墓所は水戸市妙雲寺。夫の之次とともに常磐神社の末社、三木神社に祀られている。

## 登場作品
•  西村弘毅 『或る一族の肖像』（郁朋社、2024年）　武佐と父安休の一族を中心とした歴史小説　ISBN　978-4-87302-824-8